# Балясинський Ізяслав Генріхович
Ізяслав Генріхович Балясинський (2 вересня 1921, місто Воронеж, тепер Російська Федерація — 3 лютого 2014, місто Москва, Російська Федерація) — радянський державний діяч, 1-й секретар Куйбишевського сільського обласного комітету КПРС, голова Куйбишевського облвиконкому. Депутат Верховної ради СРСР 6-го скликання (в 1963—1966 роках).

## Біографія
Народився в родині польського інженера-залізничника Балясинського Генріха Леопольдовича та вчительки Тросько Марії Олександрівни (до шлюбу Михайлової); в сім'ї росло п'ятеро дітей. У 1939 році родина переїхала до Краснодарського край і оселилася в селі Кулєшовка Білоглинського району. У 1940 році Ізяслав закінчив середню школу № 12 села Біла Глина і був призваний на службу до Червоної армії.
У 1940—1946 роках служив старшим аерофотограмметристом у військових частинах Забайкальського військового округу.
Член ВКП(б) з 1943 року.
У 1946—1951 роках — студент агрономічного факультету Кубанського сільськогосподарського інституту.
У 1951—1953 роках — агроном, старший агроном свинорадгоспу Краснодарського краю.
У 1953 році закінчив курси підвищення кваліфікації при Ставропольському сільськогосподарському інституті.
У 1953—1954 роках — завідувач сільськогосподарського відділу Курганинського районного комітету КПРС Краснодарського краю.
У 1954—1955 роках — 2-й секретар, у 1955—1956 роках — 1-й секретар Курганинського районного комітету КПРС Краснодарського краю.
У грудні 1956—1957 роках — заступник завідувача сільськогосподарського відділу Краснодарського крайового комітету КПРС.
У 1957—1959 роках — завідувач сільськогосподарського відділу Краснодарського крайового комітету КПРС.
У грудні 1959 — березні 1961 року — заступник голови виконавчого комітету Краснодарської крайової ради депутатів трудящих.
У березні — вересні 1961 року — інструктор сільськогосподарського відділу ЦК КПРС по РРФСР.
23 жовтня 1961 — 5 січня 1963 року — 2-й секретар Куйбишевського обласного комітету КПРС.
5 січня 1963 — 14 грудня 1964 року — 1-й секретар Куйбишевського сільського обласного комітету КПРС.
15 грудня 1964 — 19 листопада 1965 року — голова виконавчого комітету Куйбишевської обласної ради депутатів трудящих.
У 1965—1966 роках — заступник міністра сільського господарства СРСР.
У березні 1966—1969 роках — 1-й заступник голови Державного комітету заготівель Ради міністрів СРСР.
У 1969—1977 роках — 1-й заступник міністра заготівель СРСР.
У 1977—1988 роках — на дипломатичній роботі в Угорській Народній Республіці.
З 1988 року — персональний пенсіонер у Москві.
Помер 3 лютого 2014 року в Москві.

## Нагороди
- орден Леніна
- два ордени Вітчизняної війни ІІ ст. (1985)
- три ордени Трудового Червоного Прапора
- орден Дружби народів
- медаль «За перемогу над Японією» (1945)
- медаль «За доблесну працю у Великій Вітчизняній війні 1941—1945 рр.» (1945)
- медаль «За трудову доблесть»
- медаль «За доблесну працю. В ознаменування 100-річчя з дня народження Володимира Ілліча Леніна» (1970)
- медалі